# メナカ圏
メナカ圏（メナカけん、フランス語：Cercle de Ménaka）は、マリ共和国の地方行政区画でメナカ州を構成する圏のひとつ。行政の中心地はメナカにおかれる。下級単位のコミューンは5つあり、2009年の統計で人口は56,104人を数える。

メナカ圏

## コミューン
メナカ圏には以下のコミューンがある。
- アラタ (マリ共和国)（fr:Alata (Mali)）
- オンドラムブーカーヌ（fr:Andéramboukane）
- イネカール（fr:Inékar）
- メナカ（fr:Ménaka）
- ティダメヌ（fr:Tidermène）